# Junichi Inagaki
 Junichi Inagaki (Japonês: 稲垣 潤一) é um cantor japonês nascido em 9 de julho de 1953 (idade: 70 anos), Sendai, Miyagi, Japão.

## Biografia
Inagaki nasceu e foi criado em Sendai, a capital da Prefeitura de Miyagi, e formou-se na Escola Técnica da Prefeitura de Miyagi. Uma de suas primeiras influências musicais foi Stevie Wonder. Enquanto ainda estava na escola secundária, ele se juntou a uma banda local chamada Faces, atuando como vocalista e baterista. Mais tarde, Inagaki também se apresentou em bandas que animavam os militares dos Estados Unidos estacionado em Yokosuka e Tachikawa. A partir da sua estreia comercial com o single "Rainy Regret" (雨のリグレット Ame no riguretto) em 1982, Inagaki lançou uma série de sucessos populares.
As suas músicas tornaram-se especialmente conhecidas nas décadas de 1980 e 1990. As suas músicas apareceram em diversos programas de drama e inúmeros comerciais de televisão japoneses. Sua balada de 1992, "When The Christmas Carols Play" (クリスマスキャロルの頃には Kurisumasu kyaroru no koro ni wa), foi apresentada na série de drama da TBS "Homework" (ホームワーク) e continua sendo uma das músicas de Natal mais populares no Japão.
A primeira esposa de Inagaki, com quem foi casado por mais de 30 anos, faleceu em 2006. Ele casou-se novamente em outubro de 2007 e realizou uma cerimonia em Tóquio para familiares e amigos próximos em março de 2008.

## Discografia

### Albums
| Ano  | Título                                                              | Data de lançamento   |
| ---- | ------------------------------------------------------------------- | -------------------- |
| 1982 | 246:3AM                                                             | 21 de julho, 1982    |
| 1983 | Shylights Japan Record Award para um dos 10 melhores albums de 1983 | 1 de fevereiro, 1983 |
| 1983 | J.I.                                                                | 1 de setembro, 1983  |
| 1984 | Personally                                                          | 19 de maio, 1984     |
| 1985 | No Strings                                                          | 1 de maio, 1985      |
| 1986 | Realistic Japan Record Award para "Outstanding Album"               | 1 de março, 1986     |
| 1987 | Mind Note                                                           | 4 de março, 1987     |
| 1988 | Edge of Time                                                        | 25 de abril, 1988    |
| 1989 | Heart & Soul                                                        | 19 de abril, 1989    |
| 1990 | Self Portrait                                                       | 4 de abril, 1990     |
| 1991 | Will                                                                | 3 de abril, 1991     |
| 1992 | Sketch of Heart                                                     | 20 de maio, 1992     |
| 1993 | For my Dearest                                                      | 24 de março, 1993    |
| 1994 | Signs of Trust                                                      | 6 de abril, 1994     |
| 1995 | J's Dimension                                                       | 14 de junho, 1995    |
| 1996 | Primary                                                             | 21 de setembro, 1996 |
| 1997 | V.O.Z.                                                              | 21 de novembro, 1997 |
| 2000 | My One                                                              | 21 de junho, 2000    |
| 2001 | endless chain                                                       | 21 de novembro, 2001 |
| 2002 | Junichi Inagaki                                                     | 21 de novembro, 2002 |
| 2011 | Just For You... (たったひとりの君へ… Tatta hitori no kimi e)        | 20 de abril, 2011    |

### Singles
| Ano  | Título | Data de lançamento    |
| ---- | --- | --------------------- |
| 1982 | "Rainy Regret (雨のリグレット Ame no riguretto)" | 21 de janeiro, 1982   |
| 1982 | "246:3AM" | 21 de julho, 1982     |
| 1982 | "Dramatic Rain (ドラマティック・レイン)" | 21 de outobro, 1982   |
| 1983 | "Escape (エスケイプ)" | 1 de março, 1983      |
| 1983 | "Summer Horn (夏のクラクション Natsu no kurakushon)" | 21 de julho, 1983     |
| 1983 | "Long Version (ロング・バージョン)" | 1 de novembro, 1983   |
| 1983 | "Ocean Blue (オーシャン・ブルー)" | 28 de abril, 1984     |
| 1985 | "Blue-Jean' Pierrot (ブルージン・ピエロ)" | 21 de março, 1985     |
| 1985 | "Bachelor Girl (バチェラー・ガール)" | 1 de julho, 1985      |
| 1986 | "A Dozen Excuses (1ダースの言い訳 1 dāsu no iiwake)" | 21 de fevereiro, 1986 |
| 1987 | "Thinking of the Beach Club (思い出のビーチクラブ Omoide no bīchikurabu)" TBS Japan Songwriting Award Grand Prize                                                                                   | 22 de abril, 1987     |
| 1987 | "A Ballad For You (君のためにバラードを Kimi no tame ni barādo wo)" | 5 de outubro, 1987    |
| 1988 | "Southern Cross (サザンクロス)" | 5 de março, 1988      |
| 1988 | "1-2-3" | 25 de julho, 1988     |
| 1989 | "Seventy Colors Girl (セブンティー・カラーズ・ガール)" | 25 de janeiro, 1989   |
| 1989 | "You Don't Know (君は知らない Kimi wa shiranai)"/ "An Afternoon With You (君に逢いたい午後 Kimi ni aitai gogo)"                                                                                     | 25 de maio, 1989      |
| 1989 | "Unrequited Love 1969 (1969の片想い 1969 no kataomoi)" | 25 de outubro, 1989   |
| 1990 | "Shine On Me" | 25 de março, 1990     |
| 1990 | "Honesty From The Heart (心からオネスティー Kokoro kara onesutī)"/ "The Closest Stranger (いちばん近い他人 Ichiban chikai tanin)"                                                                   | 1 de junho, 1990      |
| 1990 | "They Don't Say Merry Christmas (メリークリスマスが言えない Merī kurisumasu ga ienai)" | 1 de novembro, 1990   |
| 1991 | "Second Kiss/Rewind (セカンド・キス／リワインド)" | 3 de abril, 1991      |
| 1991 | "Farewell My Love (さらば愛しき人よ Saraba aishiki hito yo)"/"Congratulations" | 26 de junho, 1991     |
| 1991 | "They Don't Say Merry Christmas (メリークリスマスが言えない Merī kurisumasu ga ienai)" (Re-release)                                                                                                 | 1 de novembro, 1991   |
| 1991 | "A Dozen Excuses (1ダースの言い訳 1 dāsu no iiwake)"/"April" (Re-release) | 21 de dezembro, 1991  |
| 1992 | "You're Everything (あなたがすべて Anata ga subete)" | 1 de março, 1992      |
| 1992 | "Only You in the World (世界でたったひとりの君に Sekai de tatta hitori no kimi ni)" | 20 de maio 1992       |
| 1992 | "When The Christmas Carols Play (クリスマスキャロルの頃には Kurisumasu kyaroru no koro ni wa)" Japan Gold Disc Award, um dos melhores 5 singles do ano.                                             | 28 de outubro, 1992   |
| 1993 | "I'm Still Here (僕ならばここにいる Boku naraba koko ni iru)" | 13 de janeiro, 1993   |
| 1993 | "Marathon Race (マラソンレース)" | 10 de junho, 1993     |
| 1993 | "When The Christmas Carols Play (クリスマスキャロルの頃には Kurisumasu kyaroru no koro ni wa)"/ "They Don't Say Merry Christmas (メリークリスマスが言えない Merī kurisumasu ga ienai)" (Re-release) | 26 de novembro, 1993  |
| 1994 | "After The Kiss (キスなら後にして Kisu nara ato ni shite)" | 24 de março, 1994     |
| 1994 | "They Don't Say Merry Christmas (メリークリスマスが言えない Merī kurisumasu ga ienai)" (Remix version)/ "Eternal Kiss (永遠より長いキス Eien yori nagai kisu)"                                      | 26 de novembro, 1994  |
| 1995 | "Don't Talk (語らない Kataranai)" | 25 de maio, 1995      |
| 1996 | "Rainy Days, Windy Nights (雨の朝と風の夜に Ame no asa to kaze no yoru ni)" | 21 de agosto, 1996    |
| 1997 | "Starting Over" | 21 de maio, 1997      |
| 1997 | "Endless Love Song (終わらないLOVE SONG Owaranai LOVE SONG)" | 22 de outubro, 1997   |
| 1998 | "J's Love Song" | 21 de outubro, 1998   |
| 1999 | "Small Miracle (小さな奇蹟 Chīsa na kiseki)" | 21 de outubro, 1999   |
| 2000 | "The Way Your Eyes Look (君の瞳はそのままに Kimi no hitomi wa kono mama ni)" | 23 de fevereiro, 2000 |
| 2000 | "They Don't Say Merry Christmas (メリークリスマスが言えない Merī kurisumasu ga ienai)" (Re-release)                                                                                                 | 21 de outubro, 2000   |
| 2001 | "Prayer" | 24 de outubro, 2001   |
| 2002 | "On the Canary Islands (カナリア諸島にて Kanaria shotō ni te)"/ "Endless Chain-With You Time Flies (きみという時の流れよ Kimi to iu toki no nagare yo)"                                             | 27 de fevereiro, 2002 |
| 2002 | "Platinum Astronauts (プラチナ・アストロノーツ)" | 26 de junho, 2002     |
| 2002 | "Tokyo Elegy" | 23 de outubro, 2002   |
| 2007 | "Grown-Up Summer Scene (大人の夏景色 Otona no natsu keshiki)" | 4 de julho, 2007      |
| 2008 | "A Message From Sayonara (サヨナラからのメッセージ Sayonara kara no messēji)" | 6 de fevereiro, 2008  |
| 2008 | "Can't Stop The Sadness (悲しみがとまらない Kanashimi ga tomaranai)" Duet with Yuki Koyanagi. Cover version of song originally released by Anri in 1983.                                            | 5 de novembro, 2008   |
| 2009 | "When The Christmas Carols Play (クリスマスキャロルの頃には Kurisumasu kyaroru no koro ni wa)" Duet with Kohmi Hirose. Remake of song originally released by Inagaki in 1992.                       | 18 de novembro, 2009  |
| 2011 | "The More I Think of It, The Sweeter It Gets (思い出す度 愛おしくなる Omoi dasu tabi ito oshiku naru)" Duet with Midori Karashima.                                                                  | 23 de fevereiro, 2011 |

## Referencias
1. ↑  Homework ホームワーク, consultado em 26 de julho de 2023
2. ↑  The Japan Record Awards Arquivado em julho 19, 2011, no Wayback Machine (Japônes)
3. ↑  The Japan Record Awards Arquivado em julho 19, 2011, no Wayback Machine (Japônes)
4. ↑  Yorimi-Yomiuri Online (Japônes)
5. ↑  The 7th Japan Gold Disc Award (Japônes)